# فيليب إندو
فيليب إندو (بالإنجليزية: Phillip N'dou) مواليد 4 مايو 1977 في ليمبوبو، جنوب أفريقيا، هو ملاكم جنوب أفريقي يصنف ضمن فئة وزن الوسط. شارك في دورة الألعاب الأولمبية الصيفية.

## إحصائيات
خاض خلال مسيرته 41 نزالا، فاز في 37 وخسر في 4. فاز بالضربة القاضية في 34 نزالا.

## روابط خارجية
- فيليب إندو على موقع بوكس ريك (الإنجليزية) (registration required)
- فيليب إندو على موقع أوليمبيديا (الإنجليزية)